# Andrena panurgina
Andrena panurgina là một loài Hymenoptera trong họ Andrenidae. Loài này được De Stefani mô tả khoa học năm 1887.